# Liam Neeson
Liam John Neeson, OBE (n. 7 iunie 1952, Ballymena, Irlanda de Nord, Regatul Unit) este un actor nord-irlandez care a fost nominalizat de-a lungul carierei la Premiile Oscar, Globurile de Aur și BAFTA.

## Biografie
Liam Neeson s-a născut pe data de 7 iunie 1952, în Ballymena, comitatul Antrim, Nordul Irlandei, este fiul lui Katherine și Bernard Neeson. Este romano-catolic, fiind numit Liam de preotul din zonă. Este al treilea din cei 4 frați, are 4 surori: Elizabeth, Bernadette și Rosaline. La vârsta de 9 ani, Neeson a început să ia lecții de box la clubul All Saints Youth, devenind mai târziu campion regional la box. La vârsta de 11 ani, Neeson a pășit pentru prima oară pe scenă. Profesoara lui de engleză i-a oferit rolul principal într-o piesă de teatru a școlii, pe care l-a acceptat pentru ca o fată pe care o simpatiza juca în aceeași piesă. Din acest moment, a continuat să joace în piesele de la scoală pentru următorii ani.
Interesul său în actorie și decizia de a deveni actor a fost influențată de pastorul său, Ian Paisley. Neeson a spus despre Paisley ca "Era o prezență impunătoare și era incredibil să privești această persoană de peste 1,90 metri vorbind despre Biblie... Era actorie, dar și agitație în același timp."
În 1971, Neeson s-a înscris ca student la Universitatea Queen's Belfast din Belfast, nordul Irlandei, înainte să muncească la fabrica de bere Guinness.
Și-a descoperit pasiunea pentru fotbal la Universitatea Queens. A fost luat în vizor de Seán Thomas de la clubul F.C. Bohemian. A jucat într-un singur meci, ca înlocuitor. Contractul său nefiind prelungit, a renunțat la această pasiune.

## Cariera

### Perioada 1978-1999
După terminarea facultății, Liam Neeson s-a întors în orașul său natal, Ballymena unde a avut diferite slujbe, de la operator pe stivuitor la fabrica de bere Guinness, până la meseria de șofer de camion. În 1976, Neeson s-a alăturat teatrului Lyric Players din Belfast, unde a jucat timp de 2 ani. Primul său rol într-un film a fost în anul 1977, el a jucat rolul lui Iisus Hristos și Evanghelistul în filmul religios, Pilgrim's Progress regizat de Ken Anderson. În anul 1978 Neeson s-a mutat în Dublin după ce i-a fost oferit un loc la Project Arts Centre. Piesa se numea "Says I, Says He" ("Spun Eu, Spune El"), o dramă despre revoltele din Nordul Irlandei ce au avut loc în 1969. A jucat în alte câteva roluri și apoi s-a alăturat teatrului Abbey. În 1980, regizorul John Boorman l-a văzut jucând pe scenă, având rolul lui Lennie Small din piesa "Of Mice and Men" și i-a oferit rolul lui Sir Gawain din filmul Excalibur. După Excalibur, Neeson s-a mutat în Londra, unde a continuat să joace la teatru, în filme cu buget redus și seriale TV. A locuit cu actrița Helen Mirren, pe care a cunoscut-o în timpul filmărilor pentru Excalibur. Între 1982 și 1987, Neeson a jucat în 5 filme, cele mai notabile roluri fiind cel din "The Bounty" (1984), film în care a jucat alături de Mel Gibson și Anthony Hopkins și rolul din "The Mission" (1986), în care a jucat alături de Robert De Niro și Jeremy Irons. A jucat și în sezonul 3 al serialului TV de succes, Miami Vice din 1986.
În 1987, Neeson a decis să se mute la Hollywood pentru a juca în filme cu o perspectivă mai largă. În acel an a jucat alături de Cher și Dennis Quaid în pelicula "Suspect" (Suspectul). Rolul i-a adus critici pozitive, dar abia în filmul "Darkman" (1990) numele lui a devenit cunoscut. În ciuda faptului că filmul a avut succes, următorii ani nu au fost prea străluciți pentru Liam. În 1993, a cunoscut-o pe viitoarea sa soție, Natasha Richardson în piesa de pe Broadway, Anna Christie. A recitat piesa lui Van Morrison "Coney Island" de pe albumul tribut al lui Van Morrison, "No Prima Donna: The Songs of Van Morrison".
Regizorul Steven Spielberg, impresionat de prestația sa din pelicula Nell, i-a oferit rolul lui Oskar Schindler în filmul Schindler's List (Lista lui Schindler).. Prestația sa extraordinară i-a adus o nominalizare la Oscar pentru cel mai bun actor, totuși, statueta i-a revenit lui Tom Hanks pentru prestația acestuia din "Philadelphia". Neeson a fost nominalizat și la premiile BAFTA și Globurile de Aur pentru rolul său din Schindler's List. După Schindler's List, Neeson a devenit un actor cunoscut pe plan internațional.

### Perioada 2001–2012
Neeson a narat documentarul Journey Into Amazing Caves and The Endurance: Shackleton's Antarctic Adventure (2001). În anul 2002 a aparut în Gangs of New York, alături de Leonardo DiCaprio, Brendan Gleeson, Cameron Diaz și Daniel Day-Lewis. De asemenea a jucat rolul unui scriitor văduv în comedia Love Actually (2003), în regia lui Richard Curtis. Rolul său din Kinsey i-a adus lui Neeson o altă nominalizare la Globurile de Aur, câștigată de Leonardo DiCaprio pentru rolul său din The Aviator (Aviatorul).
În 2004, Liam Neeson a găzduit un episod al sketch-ului Saturday Night Live de pe NBC. A jucat rolul unui țărănoi american (redneck), Marlon Weaver, în sketch-ul "Appalachian Emergency Room". În ciuda promisiunilor de a nu juca în roluri ce stereotipizau irlandezi, Neeson a jucat rolul unui irlandez tipic numit Lorcan McArdle în parodia "You Call This A House, Do Ya?". În 2005, a jucat rolul lui Godfrey of Ibelin în Kingdom of Heaven, pe cel al nemuritorului Ra's al Ghul, unul dintre principalii eroi negativi din Batman Begins. În 2005, vocea i-a fost folosită pentru rolul unui preot amabil din The Simpsons. În același an, vocea sa a fost folosită pentru a-l portretiza pe leul Aslan în filmul de fantezie The Chronicles of Narnia: The Lion, the Witch and the Wardrobe. Un an mai târziu, a narat documentarul Black Holes: The Other Side of Infinity. Neeson a avut rolul principal din Taken (2008), care l-a readus în ochii publicului de toate vârstele.
Vocea lui Neeson e folosită în jocul video Fallout 3 pentru a da viață tatălui personajului principal, James. Producătorul executiv al jocului, Todd Howard, a spus că Liam Neeson era persoana ideală pentru a da viață personajului. Fallout 3, al treilea joc din seria Fallout, a fost extrem de apreciat de critici, fiind vândute 4,7 milioane de unități până la finele anului 2008, an în care a fost lansat.
În anul 2008 a jucat în Taken, un film de producție franțuzească, ce îi are în prim plan și pe Famke Janssen și Maggie Grace.
Filmul este bazat pe scenariul lui Luc Besson și Robert Mark Kamen și a fost regizat de Pierre Morel. Neeson joacă rolul unui fost agent de elită al CIA care pleacă în căutarea fiicei sale adolescente după ce aceasta a fost răpită pentru sclavie sexuală în timp ce călătorea prin Europa. Taken a avut un succes uriaș în box-office, strângând peste 223 milioane de dolari, având un profit de peste 200 de milioane de dolari. Vocea sa a fost folosită din nou în pelicula The Chronicles of Narnia: Prince Caspian (2008).
În 2010, Neeson a jucat rolul lui Zeus în refacerea filmului din 1981, Clash of the Titans. Și acest film a avut un succes uriaș și a strâns peste 475 milioane de dolari.
Neeson a jucat și în thriller-ul erotic Chloe, lansat de Sony Pictures Classics pe 26 martie 2010. Chloe s-a bucurat de succes comercial și a devenit cel mai profitabil film pentru regizorul Atom Egoyan. În același an, l-a jucat pe John "Hannibal" Smith în fimul și seria TV "The A-Team".
În 2010, vocea lui Neeson a fost, din nou, folosită în pelicula "The Chronicles of Narnia: The Voyage of the Dawn Treader". La sfârșitul anului 2010, Neeson a afirmat următoarele: "Aslan simbolizează o figură dumnezeiască, pe Mohammed, Buddha și toți marii lideri spirituali și profeți de-a lungul secolelor".
În 2011, Neeson a jucat în Unknown, un film de producție germano-britanico-americană, a fost filmat la Berlin la începutul anului 2010. A fost comparat cu Taken. În ciuda criticilor mediocre, filmul s-a bucurat de succes în box-office în Statele Unite.
Liam Neeson avea să se reunească cu regizorul Steven Spielberg pentru a juca rolul fostului președinte american, Abraham Lincoln. Pentru a intra în pielea personajului, Neeson a vizitat Washington D.C., unde Lincoln a locuit înainte de a fi ales președinte și a citit scrisorile personale ale lui Lincoln. Din păcate pentru Neeson, rolul a fost dat lui Daniel Day-Lewis.
Regizorul Lee Daniels a confirmat că Neeson îl va juca pe fostul președinte american Lyndon B. Johnson în filmul "The Butler".
Liam Neeson îl va rejuca pe Ra's Al Ghul în filmul din seria Batman, "The Dark Knight Rises", ce a avut premieră la 16 iulie 2012.

## Viața personală
Liam Neeson a fost însurat cu actrița britanică Natasha Richardson din 3 iulie 1994, până la moartea ei din 18 martie 2009, când a suferit un grav traumatism cerebral într-un accident de ski în stațiunea Mont Tremblant, din Quebec, Canada. Richardson și Neeson au doi copii, Michael și Daniel. Neeson trăiește în Millbrook, New York. În august 2004 el și soția lui au cumpărat încă 6500 de metri pătrați pentru proprietatea lor.
Un fumător înrăit la începutul carierei, Neeson s-a lăsat de fumat. Când a acceptat rolul lui Hannibal din filmul The A-Team, Neeson avea rețineri în a fuma trabucuri (lucru ce reprezintă o trăsătură distinctivă a personajului).
În august 2009, Neeson a afirmat în cadrul emisiunii Good Morning America de pe ABC că a devenit cetățean american.
Neeson este un fan al echipei de fotbal FC Liverpool.
În martie 2011, a devenit ambasador pentru UNICEF.
Un articol din ianuarie 2012 în ziarul The Sun sugera că Liam Neeson se gândește să renunțe la catolicism și să se convertească la islam, după ce a ascultat o chemare la rugăciune în Turcia.

## Filmografie

### Film
| An   | Titlu                                                          | Rol                         | Note |
| ---- | -------------------------------------------------------------- | --------------------------- | --- |
| 1978 | Pilgrim's Progress                                             | Isus Cristos Evanghelistul  | |
| 1979 | Christiana                                                     | Greatheart                  | |
| 1981 | Nailed                                                         | Young Catholic              | |
| 1981 | Excalibur                                                      | Gawain                      | |
| 1983 | Krull                                                          | Kegan                       | |
| 1984 | The Bounty                                                     | Charles Churchill           | |
| 1985 | The Innocent                                                   | John Carns                  | |
| 1986 | The Mission                                                    | Fielding                    | |
| 1986 | The Delta Force                                                | Delta Force Member          | Necreditat |
| 1986 | Duet for One                                                   | Totter                      | |
| 1987 | Suspect                                                        | Carl Anderson               | |
| 1987 | A Prayer for the Dying                                         | Liam Docherty               | |
| 1988 | Satisfaction                                                   | Martin Falcon               | |
| 1988 | High Spirits                                                   | Martin Brogan               | |
| 1988 | The Dead Pool                                                  | Peter Swan                  | |
| 1988 | The Good Mother                                                | Leo Cutter                  | |
| 1989 | Next of Kin                                                    | Briar Gates                 | |
| 1990 | Darkman                                                        | Peyton Westlake / Darkman   | Nominalizare—Saturn Award for Best Actor |
| 1990 | The Big Man                                                    | Danny Scoular               | |
| 1991 | Under Suspicion                                                | Tony Aaron                  | |
| 1992 | Husbands and Wives                                             | Michael Gates               | |
| 1992 | Leap of Faith                                                  | Sheriff Will Braverman      | |
| 1992 | Shining Through                                                | Franz-Otto Dietrich         | |
| 1993 | Ethan Frome                                                    | Ethan Frome                 | |
| 1993 | Ruby Cairo                                                     | Dr. Fergus Lamb             | |
| 1993 | Schindler's List                                               | Oskar Schindler             | Chicago Film Critics Association Award for Best Actor London Film Critics Circle Award for Best Actor Nominalizare—Academy Award for Best Actor Nominalizare—BAFTA Award for Best Actor in a Leading Role Nominalizare—Dallas-Fort Worth Film Critics Association Award for Best Actor Nominalizare—Golden Globe Award for Best Actor – Motion Picture Drama                                                                                 |
| 1994 | Nell                                                           | Dr. Jerome "Jerry" Lovell   | |
| 1995 | Rob Roy                                                        | Rob Roy MacGregor           | |
| 1996 | Michael Collins                                                | Michael Collins             | Evening Standard British Film Award for Best Actor Volpi Cup Nominalizare—Golden Globe Award for Best Actor – Motion Picture Drama Nominalizare—Chicago Film Critics Association Award for Best Actor |
| 1996 | Before and After                                               | Ben Ryan                    | |
| 1998 | Les Misérables                                                 | Jean Valjean                | |
| 1998 | Everest                                                        | Naratorul                   | |
| 1999 | The Haunting                                                   | Dr. David Marrow            | |
| 1999 | Star Wars Episode I: The Phantom Menace                        | Qui-Gon Jinn                | Nominalizare—Saturn Award for Best Actor Nominalizare—MTV Movie Award for Best Fight |
| 2000 | Gun Shy                                                        | Charlie Mayo                | |
| 2000 | The Endurance: Shackleton's Legendary Antarctic Expedition     | Naratorul                   | |
| 2002 | K-19: The Widowmaker                                           | Mikhail Polenin             | |
| 2002 | Gangs of New York                                              | "Priest" Vallon             | |
| 2002 | Star Wars Episode II: Attack of the Clones                     | Qui-Gon Jinn                | Voce Uncredited |
| 2002 | Martin Luther                                                  | Naratorul                   | |
| 2003 | Love Actually                                                  | Daniel                      | Nominalizare—Phoenix Film Critics Society Award for Best Cast |
| 2003 | Coral Reef Adventure                                           | Naratorul                   | |
| 2004 | Kinsey                                                         | Alfred Kinsey               | Irish Film Awards – Best Actor Film Los Angeles Film Critics Association Award for Best Actor Nominalizare—Golden Globe Award for Best Actor – Motion Picture Drama Nominalizare—Independent Spirit Award for Best Lead Male Nominalizare—London Film Critics' Circle Award for British Actor of the Year Nominalizare—Satellite Award for Best Actor - Motion Picture Drama Nominalizare—Vancouver Film Critics Circle Award for Best Actor |
| 2005 | Kingdom of Heaven                                              | Godfrey of Ibelin           | |
| 2005 | Batman Begins                                                  | Ducard / Ra's al Ghul       | Nominalizare—Saturn Award for Best Supporting Actor Nominalizare—MTV Movie Award for Best Fight (shared with Christian Bale) |
| 2005 | Breakfast on Pluto                                             | Father Liam                 | |
| 2005 | The Chronicles of Narnia: The Lion, the Witch and the Wardrobe | Aslan                       | Voce |
| 2006 | Home                                                           | El însuși                   | |
| 2007 | Seraphim Falls                                                 | Carver                      | |
| 2008 | The Chronicles of Narnia: Prince Caspian                       | Aslan                       | Voce |
| 2008 | The Other Man                                                  | Peter                       | |
| 2008 | Taken                                                          | Bryan Mills                 | |
| 2009 | Five Minutes of Heaven                                         | Alistair Little             | Nominalizare—Irish Film & Television Award for Actor in a Lead Role (Television) |
| 2009 | Ponyo                                                          | Fujimoto                    | Voce English dub |
| 2009 | After.Life                                                     | Eliot                       | |
| 2009 | Chloe                                                          | David                       | |
| 2010 | Clash of the Titans                                            | Zeus                        | |
| 2010 | The A-Team                                                     | John "Hannibal" Smith       | |
| 2010 | The Chronicles of Narnia: The Voyage of the Dawn Treader       | Aslan                       | Voce |
| 2010 | The Next Three Days                                            | Damon Pennington            | |
| 2010 | The Wildest Dream                                              | Naratorul                   | |
| 2011 | Unknown                                                        | Dr. Martin Harris           | |
| 2012 | The Grey                                                       | John Ottway                 | Fangoria Chainsaw Award for Best Leading Actor |
| 2012 | Wrath of the Titans                                            | Zeus                        | Nominalizare—Golden Raspberry Award for Worst Supporting Actor |
| 2012 | Battleship                                                     | Admiral Shane               | Nominalizare—Golden Raspberry Award for Worst Supporting Actor |
| 2012 | The Dark Knight Rises                                          | Ra's al Ghul                | Cameo |
| 2012 | Taken 2                                                        | Bryan Mills                 | |
| 2013 | Third Person                                                   | Michael                     | |
| 2013 | Khumba                                                         | Phango                      | Voce |
| 2013 | Anchorman 2: The Legend Continues                              | History Channel Rep         | Cameo |
| 2014 | The Nut Job                                                    | Racoon                      | Voce |
| 2014 | The Lego Movie                                                 | Bad Cop/Good Cop/Pa Cop     | Voce |
| 2014 | Non-Stop                                                       | Bill Marks                  | |
| 2014 | A Million Ways to Die in the West                              | Clinch                      | Post-producție |
| 2014 | A Walk Among the Tombstones                                    | Matthew Scudder             | |
| 2015 | Taken 3                                                        | Bryan Mills                 | |
| 2015 | Run All Night                                                  | Jimmy Conlon                | |
| 2015 | Entourage                                                      | Himself                     | Cameo |
| 2015 | Ted 2                                                          | Customer                    | Cameo |
| 2015 | A Christmas Star                                               | Narrator / Radio DJ (voice) | |
| 2016 | The Huntsman: Winter's War                                     | Narrator                    | Uncredited |
| 2016 | Operation Chromite                                             | Douglas MacArthur           | |
| 2016 | A Monster Calls                                                | Monster (voice)             | |
| 2016 | Silence                                                        | Father Cristóvão Ferreira   | |
| 2017 | Mark Felt: The Man Who Brought Down the White House            | Mark Felt                   | |
| 2018 | The Commuter                                                   | Michael Woolrich            | Completed |
| 2018 | Widows                                                         |                             | Post-producție |
| 2018 | Hard Powder                                                    | Nels                        | Post-producție |
| 2019 | Men in Black                                                   | Agent T                     | |
| 2021 | The Ice Road                                                   | Mike McCann                 | |

### Televiziune
| An         | Titlu                     | Rol                  | Note                                                        |
| ---------- | ------------------------- | -------------------- | ----------------------------------------------------------- |
| 1978–1979  | Play for Today            | Dermont              | 2 episoade                                                  |
| 1980       | BBC Two                   | Dermont              | 2 episoade                                                  |
| 1985       | Women of Substance        | Blackie O'Neill      | Television miniseries, 3 episoade                           |
| 1986       | Miami Vice                | Sean Carroon         | Episodul: When Irish Eyes Are Crying                        |
| 1986       | Hold the Dream            | Blackie O'Neill      | Film TV                                                     |
| 1988       | Screen Two                | Martin Perry         | Episodul: Sweet as You Are                                  |
| 2001       | Evolution                 | Naratorul            | 8 episoade                                                  |
| 2002       | Liberty's Kids            | John Paul Jones      | Voce Episodul: Not Yet Begun to Fight                       |
| 2005       | The Simpsons              | Father Sean          | Voce Episodul: The Father, the Son, and the Holy Guest Star |
| 2010       | Cubed                     | El însuși            | Episodul # 1.39                                             |
| 2010       | The Big C                 | Bee Man              | Episodul: Everything That Rises Must Converge               |
| 2011, 2014 | Star Wars: The Clone Wars | Qui-Gon Jinn         | Voce 3 episoade                                             |
| 2011       | Life's Too Short          | El însuși            | Episodul # 1.1                                              |
| 2011–2014  | Star Wars: The Clone Wars | Qui-Gon Jinn (voice) | 3 episoade                                                  |
| 2014–2015  | Family Guy                | Himself (voice)      | 2 episoade                                                  |
| 2014       | Rev                       | God                  | Episode #3.5; uncredited                                    |
| 2014       | Key & Peele               | El însuși            | Un episod                                                   |
| 2014       | Wild Japan: Snow Monkeys  | Narrator             | Television documentary                                      |
| 2016       | Inside Amy Schumer        | Don Cheadle          | Episod: "Welcome to the Gun Show"                           |
| 2016       | Dream Corp, LLC           | Devil Demon (voice)  | Episod: "The Leak                                           |
| 2017       | Red Nose Day Actually     | Daniel               | Film TV scurt                                               |
| 2017       | The Orville               | Jahavus Dorahl       | Episod: "If the Stars Should Appear"                        |

### Jocuri video
| An   | Titlu         | Rol                   |
| ---- | ------------- | --------------------- |
| 2005 | Batman Begins | Ducard / Ra's al Ghul |
| 2008 | Fallout 3     | James                 |

## Discografie
| An   | Titlu                                                                      | Rol         | Note |
| ---- | -------------------------------------------------------------------------- | ----------- | ---- |
| 2012 | Jeff Wayne's Musical Version of The War of the Worlds – The New Generation | Jurnalistul | Voce |